# Hickstead
Hickstead, född 2 mars 1996 i Lith, Nederländerna, död 6 november 2011 i Verona, Italien, var en hingst som reds av kanadensaren Eric Lamaze. Tillsammans vann de bland annat olympiskt guld och silver i banhoppning.
Hickstead var ett holländskt varmblod och blev bland annat utnämnd till bästa häst i sin gren i VM i Kentucky 2010 efter att ha hoppat fyra felfria rundor.  
Under en världscuptävling i Verona i Italien den 6 november 2011 föll Hickstead, efter en avslutad runda, plötsligt ihop inne på hoppningsbanan och dog. Enligt obduktionen så drabbades han av en brusten kroppspulsåder. Hickstead blev femton år gammal.